# Bieliszów (przystanek kolejowy)
Bieliszów – zlikwidowany w 1984 roku przystanek kolejowy i ładownia w Bieliszowie na linii kolejowej Krzelów – Leszno Dworzec Mały, w powiecie górowskim, w województwie dolnośląskim, w Polsce.